# Hasbergen
Hasbergen is een plaats in de Duitse deelstaat Nedersaksen, direct aan de grens met Noordrijn-Westfalen, gelegen in het Landkreis Osnabrück. De gemeente telt 11.022 inwoners. Naburige steden zijn onder andere Bad Essen, Bad Iburg en Bad Laer.

## Ligging, verkeer en vervoer
De gemeente ligt ten oosten van Tecklenburg, ten noorden van Hagen am Teutoburger Wald, ten westen van Georgsmarienhütte en ten zuidwesten van de stad Osnabrück.
Onmiddellijk ten noordwesten van Ortsteil Gaste, dat 5 km ten noorden van Hasbergen-dorp ligt, kruisen op Autobahnkreuz Lotte/Osnabrück twee autosnelwegen elkaar: de west-oost lopende A30 Hengelo -Berlijn, en de noord-zuid lopende A1 Bremen - Ruhrgebied.
Aan de A30 heeft Ortsteil Gaste ook een afrit (nr. 15). Aan de zuidkant van deze afrit, bij het bedrijventerrein, is een belangrijke bushalte. Hiervandaan vertrekken  bussen in de richting Hasbergen-dorp en Osnabrück.
In het dorp ligt aan de spoorlijn van Osnabrück naar Münster spoorwegstation Hasbergen. Ook bij dit station is een knooppuntbushalte, o.a. eindpunt van een stadsbuslijn naar Osnabrück.

## Indeling van de gemeente
Cijfers per 31 december 2018.
- Hasbergen-dorp, 6.658 inwoners
- Gaste, 2.537 inw.
- Ohrbeck, 2.075 inw.

Totaal 11.270 inwoners per 31 december 2018.

## Economie
Grootste bedrijf in de gemeente (Ortsteil Gaste) is Amazonen-Werke, producent van landbouwmachines e.d., dat daar ook zijn hoofdvestiging heeft. Verder is er veel midden- en kleinbedrijf (bij afrit 15 van de A30 ligt een groot bedrijventerrein) en enige landbouw. Ten slotte wonen in de gemeente tamelijk veel forensen, die in omliggende plaatsen werken of studeren.

## Geschiedenis
De naam van de gemeente gaat niet op een haas, maar op een oud, met het Engelse woord: horse verwant, Germaans woord voor: paard terug. Hasbergen bestaat al sinds de 9e eeuw. Het prinsbisdom Osnabrück wist de plaats in de middeleeuwen meestal met succes tegen het Graafschap Tecklenburg te verdedigen. In de 11e eeuw begon hier op kleine schaal mijnbouw in dagbouw, want de heuvels rondom het dorp bevatten zilver- en ijzererts. In Ohrbeck, op de grens met Georgsmarienhütte, bij de heuvel Hüggel vond vanaf de vroege 19e eeuw grootschalige ijzerertswinning plaats. Zie voor informatie over het werkkamp in de Tweede Wereldoorlog (1944-1945) ook onder Georgsmarienhütte.
De huidige dorpen dateren geheel van de 20e eeuw en gebouwen van voor ca. 1875 zijn er dan ook bijna niet meer aanwezig.

## Bezienswaardigheden
- De gemeente ligt in het Teutoburger Woud, dat rijk aan natuurschoon is, en grenst aan het schilderachtige en toeristische Tecklenburg.
- De omgeving is enigszins heuvelachtig maar niet steil hellend, dus geschikt voor fietstochten. Er loopt een in Tecklenburg beginnende langeafstandsfietsroute doorheen.

## Afbeeldingen

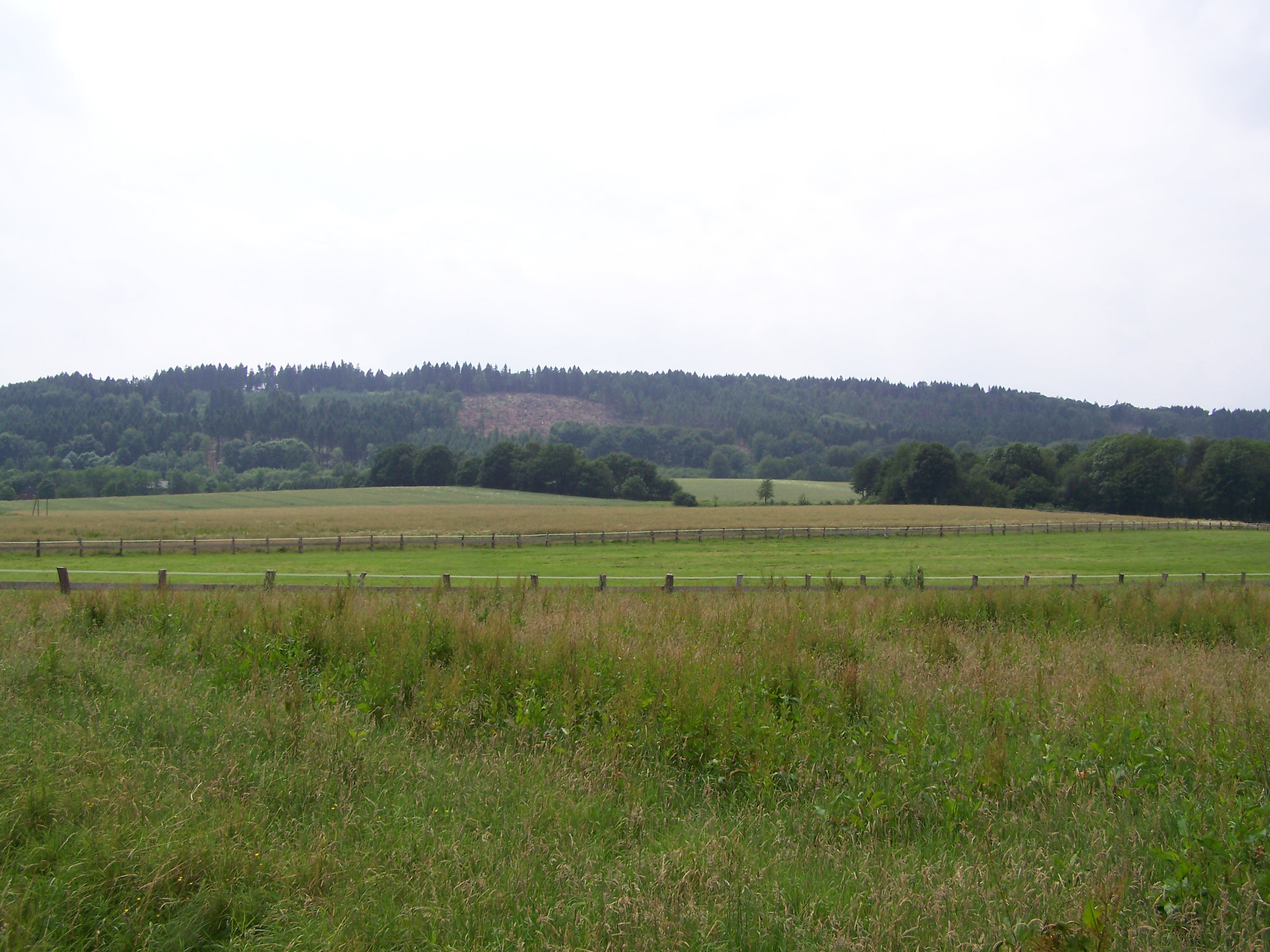
De heuvel Hüggel, hoogte tot 225 m, waar al sinds de middeleeuwen mijnbouw is geweest

## Belangrijke personen in relatie tot de gemeente
- Karl-Theodor zu Guttenberg (*1971), Duits oud-minister, bezit een herenboerderij in Hasbergen

- Gemeinsame Normdatei: 4218523-3
- Library of Congress Control Number: n79051240
- Nationale Bibliotheek van Tsjechië: ge632635
- Virtual International Authority File: 131335248

Alfhausen · 
Ankum · 
Bad Essen · 
Bad Iburg · 
Bad Laer · 
Bad Rothenfelde · 
Badbergen · 
Belm · 
Berge · 
Bersenbrück · 
Bippen · 
Bissendorf · 
Bohmte · 
Bramsche · 
Dissen am Teutoburger Wald · 
Eggermühlen · 
Fürstenau · 
Gehrde · 
Georgsmarienhütte · 
Glandorf · 
Hagen am Teutoburger Wald · 
Hasbergen · 
Hilter am Teutoburger Wald · 
Kettenkamp · 
Melle · 
Menslage · 
Merzen · 
Neuenkirchen · 
Nortrup · 
Ostercappeln · 
Quakenbrück · 
Rieste · 
Voltlage · 
Wallenhorst